# 仲钼酸铵
七钼酸铵（化学式：(NH4)6Mo7O24），又称仲钼酸铵、钼酸铵，实验室常用试剂。

## 制备
将浓度大于 10−3 mol/L 的钼酸铵溶液调节 pH 值为约5.5时，形成七钼酸铵。也可将三氧化钼的氨水溶液酸化，降低 pH 值为6时也生成七钼酸铵。

## 性质
无色大颗粒单斜晶体，放置于空气中时会失去部分氨，加热到170°C以上分解为氨和三氧化钼。溶于水、强酸和强碱溶液，不溶于乙醇、丙酮。
和其他铵盐一样，这种盐会在一定条件下分解，生成钼酸和氨气，也可以产生复分解反应，生成其他钼酸盐和铵盐，也可能变成氨气。

七钼酸铵中七钼酸根负离子的结构

## 应用
在常规的分析化学应用上，这种试剂曾用来检测磷的存在，现在主要用于地质勘探，如寻找磷矿。也用作颜料、脱氢催化剂，和用于石油及炼焦工业脱硫及制造钼粉等。